# Aram Mp3
Aram Sargsyan (arménsky Արամ Սարգսյան; * 5. dubna 1984 Jerevan), lépe známý pod uměleckým jménem Aram Mp3 (Արամ Mp3), je arménský zpěvák-skladatel, herec a bavič. V květnu 2014 reprezentoval Arménii na Eurovision Song Contest 2014 v Kodani, kde s písní „Not Alone“ obsadil 4. místo se ziskem 173 bodů.

## Život a kariéra
Narodil se v hlavním městě Arménie, Jerevanu. V roce 2006 absolvoval státní lékařskou univerzitu v Jerevanu. Během studia na této škole hrál v komediální show KVN. Poprvé patřil k arménské univerzitě a později k arménskému týmu Ararat v Moskvě.
V roce 2006 se připojil k několika dalším komikům (do značné míry neznámé veřejnosti) pro vytvoření stand-up comedy show 32 zubů. Během prvních roků v show často vystupoval s humornými cover verzemi populárních písní, čímž si zasloužil přezdívku Aram Mp3.
Jeho členové se rozdělili v roce 2010. Aram a jeho přáteli vytvořili Vitamin Club. Od té doby hostili řadu koncertů v arménské televizi.

## Osobní život
V roce 2008 si vzal Annu Margaryan. V červnu 2011 se jim narodil syn Arno.

## Eurovision Song Contest 2014
31. prosince 2013 byl představen jako reprezentant Arménie na Eurovision Song Contest 2014 v Dánsku. S písní „Not Alone“ obsadil 4. místo s nejvyšším bodovým ohodnocením z Gruzie, Rakouska a Francie. Těsně před konáním soutěže vzbudil rozporuplné reakce výrokem o rakouské Conchitě Wurst, kdy uvedl, že její životní styl „není přirozený“ a že „se má rozhodnout, jestli je žena nebo muž“. Později se osobně omluvil s tím, že se jednalo pouze o nadsázku.

## Diskografie

### Singly
- 2008: „Positive“ (feat. Shprot)
- 2013: „Shine“
- 2013: „If I Tried“
- 2013: „Just Go On“
- 2014: „Not Alone“
- 2014: „Help“
- 2014: „Magic“
- 2015: „You're My Sunshine“ (feat. The Sunside Band)
- 2016: „Asa“
- 2019: „Alabalanica“
- 2020: „Heriq eghav“
- 2020: „Heros tgherq“ feat. Arame, Arabo Ispiryan, Mihran Tsarukyan, Mkrtich Arzumanyan a Arsen Safaryan)
- 2020: „Kochari“
- 2023: „Depi Bardzunq“